# Широн, Луи
Луи-Алекса́ндр Широн (англ. Louis Alexandre Chiron, 3 августа 1899 — 22 июня 1979) — автогонщик из Монако. Наряду c Нуволари, Варци, Роземайером или Караччолой, Широн был одним из самых известных пилотов довоенной эпохи. Луи Широн был также известен своей элегантностью, особенно в связи с его знаменитым платком в горошек.
Широн заинтересовался автомобилями ещё в юности. Во время Первой мировой войны Широн служил в артиллерии, а по окончании боевых действий он стал личным водителем маршалов Фоша и Петена, работая над своим мастерством в управлении автомобилем.

## Довоенные выступления
С 1923 года Широн участвовал в гонках по подъёму в гору, а в 1926 году стал выступать на Bugatti. Через год он присоединился к заводской команде. В 1928 году он стал лидером команды, выиграв Гран-при Италии и Испании, а в 1929 году — Германию и Италию. В то же время он стал одним из организаторов первого Гран-при Монако. В 1930 году стал победителем Гран-при Бельгии. Своей самой громкой победы в автоспорте он добился на Гран-при Франции 1934 года, обойдя представителей Мерседеса. После этого в 1936 году он вместе с Караччолой выступал за Mercedes. Сезон закончился серьёзной аварией и Широн прервал выступления.
В 1937 году он выступал в категории спорткаров, выиграв Гран-при Франции и выступив на 24 часах Ле-Мана.

## Послевоенные выступления
Удивительно, но он решил вернуться в гонки после войны. С 1946 по 1949 год он выступал на Talbot-Lago за L'Ecurie France, выиграв Гран-при Франции в 1947 и 1949 годах.
В Формуле 1 «Старый Лис» также доказал, что он ещё может быть быстрым, добыв третье место в Гран-при Монако для команды Maserati. В 1958 году, приняв участие в Гран-при Монако, стал старейшим пилотом, выступавшим когда-либо в Формуле-1 (58 лет).

## Результаты выступлений

### Всемирный чемпионат конструкторов автомобилей (AIACR)
Очки присуждались только командам, личный зачёт не разыгрывался
| Год  | Команда | Производитель | 1   | 2   | 3        | 4   | 5     |
| ---- | ------- | ------------- | --- | --- | -------- | --- | ----- |
| 1927 | Bugatti | Bugatti 39A   | 500 | ФРА | ИСП Сход | ИТА | ВЕЛ 4 |

### Результаты в чемпионате Европы AIACR
| В таблице перечислены результаты всех Гран-при, в которых принимал участие гонщик. Строками таблицы являются сезоны, столбцами — этапы чемпионата Европы. В каждой клетке указаны сокращённое название этапа и результат, дополнительно обозначенный цветом. Расшифровка обозначений и цветов представлена в нижеследующей таблице. |                                                                    |      |
| \| Пример \| Описание \| Очки \| \| ------------ \| ------------------------------------------------------------------ \| ---- \| \| 1 \| Победитель \| 1 \| \| 2 \| Второе место \| 2 \| \| 3 \| Третье место \| 3 \| \| 5 \| Прошёл более 75% дистанции \| 4 \| \| 8 \| Прошёл более 50%, но менее 75% дистанции \| 5 \| \| Сход \| Прошёл более 25%, но менее 50% дистанции \| 6 \| \| Сход \| Прошёл менее 25% дистанции \| 7 \| \| ДСК \| Дисквалифицирован \| 8 \| \| НС \| Участвовал в тренировках, но не стартовал в гонке \| 8 \| \| ОТК \| Отказ от участия \| 8 \| \| НТР \| Прибыл на соревнования, но на трассу не выезжал \| 8 \| \| НПР \| Был заявлен в числе участников, но не прибыл к началу соревнований \| 8 \| \| \| Не участвовал \| 8 \| \| Поул-позиция \| \| \| \| Быстрый круг \| \| \| |                                                                    |      |
| Пример | Описание                                                           | Очки |
| 1 | Победитель                                                         | 1    |
| 2 | Второе место                                                       | 2    |
| 3 | Третье место                                                       | 3    |
| 5 | Прошёл более 75% дистанции                                         | 4    |
| 8 | Прошёл более 50%, но менее 75% дистанции                           | 5    |
| Сход | Прошёл более 25%, но менее 50% дистанции                           | 6    |
| Сход | Прошёл менее 25% дистанции                                         | 7    |
| ДСК | Дисквалифицирован                                                  | 8    |
| НС | Участвовал в тренировках, но не стартовал в гонке                  | 8    |
| ОТК | Отказ от участия                                                   | 8    |
| НТР | Прибыл на соревнования, но на трассу не выезжал                    | 8    |
| НПР | Был заявлен в числе участников, но не прибыл к началу соревнований | 8    |
| | Не участвовал                                                      | 8    |
| Поул-позиция |                                                                    |      |
| Быстрый круг |                                                                    |      |

| Год  | Команда          | Производитель | 1        | 2        | 3        | 4        | 5        | 6   | 7        | Место | Очки* |
| ---- | ---------------- | ------------- | -------- | -------- | -------- | -------- | -------- | --- | -------- | ----- | ----- |
| 1931 | Usines Bugatti   | Bugatti       | ИТА Сход | ФРА 1    | БЕЛ Сход |          |          |     |          | 5     | 13    |
| 1932 | Ettore Bugatti   | Bugatti       | ИТА Сход | ФРА 4    | ГЕР Сход |          |          |     |          | 5     | 16    |
| 1935 | Scuderia Ferrari | Alfa Romeo    | МОН 5    | ФРА Сход | БЕЛ 3    | ГЕР Сход | ШВА Сход | ИТА | ИСП Сход | 10    | 40    |
| 1936 | Daimler-Benz AG  | Mercedes-Benz | МОН Сход | ГЕР Сход | ШВА      | ИТА      |          |     |          | 18    | 28    |

## Результаты в Формуле-1
| Легенда к таблице |                                                                    |
| --- | ------------------------------------------------------------------ |
| В таблице перечислены результаты всех Гран-при Формулы-1, в которых принимал участие гонщик. Строками таблицы являются сезоны, столбцами — этапы чемпионата мира. В каждой клетке указаны сокращённое название этапа и результат, дополнительно обозначенный цветом. Расшифровка обозначений и цветов представлена в нижеследующей таблице. |                                                                    |
| \| Пример \| Описание \| \| ------------ \| ------------------------------------------------------------------ \| \| 1 \| Победитель \| \| 2 \| Второе место \| \| 3 \| Третье место \| \| 5 \| Финишировал, заработав очки \| \| Сход \| Не финишировал, но при этом заработал очки \| \| 12 \| Финишировал, не получив очков \| \| НКЛ \| Финишировал, но не попал в финальную классификацию \| \| 15 \| Участвовал вне зачёта, либо по отдельной классификации \| \| 18 \| Не финишировал, но попал в финальную классификацию \| \| Сход \| Не финишировал \| \| НКВ \| Не прошёл квалификацию \| \| НПКВ \| Не прошёл предквалификацию \| \| ДСК \| Дисквалифицирован \| \| ИСК \| Исключён из протокола соревнований \| \| ТТ \| Заявлен для участия только в тренировках \| \| НС \| Участвовал в квалификации, но не стартовал в гонке \| \| Т \| Травмирован или болен \| \| ОТК \| Отказ от участия \| \| НТР \| Прибыл на соревнования, но на трассу не выезжал \| \| НПР \| Был заявлен в числе участников, но не прибыл к началу соревнований \| \| О \| Соревнования отменены \| \| \| Не участвовал \| \| Поул-позиция \| \| \| Быстрый круг \| \| |                                                                    |
| Пример | Описание                                                           |
| 1 | Победитель                                                         |
| 2 | Второе место                                                       |
| 3 | Третье место                                                       |
| 5 | Финишировал, заработав очки                                        |
| Сход | Не финишировал, но при этом заработал очки                         |
| 12 | Финишировал, не получив очков                                      |
| НКЛ | Финишировал, но не попал в финальную классификацию                 |
| 15 | Участвовал вне зачёта, либо по отдельной классификации             |
| 18 | Не финишировал, но попал в финальную классификацию                 |
| Сход | Не финишировал                                                     |
| НКВ | Не прошёл квалификацию                                             |
| НПКВ | Не прошёл предквалификацию                                         |
| ДСК | Дисквалифицирован                                                  |
| ИСК | Исключён из протокола соревнований                                 |
| ТТ | Заявлен для участия только в тренировках                           |
| НС | Участвовал в квалификации, но не стартовал в гонке                 |
| Т | Травмирован или болен                                              |
| ОТК | Отказ от участия                                                   |
| НТР | Прибыл на соревнования, но на трассу не выезжал                    |
| НПР | Был заявлен в числе участников, но не прибыл к началу соревнований |
| О | Соревнования отменены                                              |
| | Не участвовал                                                      |
| Поул-позиция |                                                                    |
| Быстрый круг |                                                                    |

| Сезон | Команда                   | Шасси            | Двигатель             | Ш | 1        | 2       | 3        | 4     | 5        | 6        | 7        | 8        | 9      | 10  | 11  | Место | Очки |
| ----- | ------------------------- | ---------------- | --------------------- | - | -------- | ------- | -------- | ----- | -------- | -------- | -------- | -------- | ------ | --- | --- | ----- | ---- |
| 1950  | Officine Alfieri Maserati | Maserati 4CLT/48 | Maserati 4CLT 1,5 L4S | P | ВЕЛ Сход | МОН 3   | 500      | ШВА 9 | БЕЛ      | ФРА Сход | ИТА Сход |          |        |     |     | 9     | 4    |
| 1951  | Enrico Platé              | Maserati 4CLT/48 | Maserati 4CLT 1,5 L4S | P | ШВА 7    | 500     |          |       |          |          |          |          |        |     |     | —     | 0    |
| 1951  | Ecurie Rosier             | Talbot-Lago T26C | Talbot 4,5 L6         | D |          |         | БЕЛ Сход | ФРА 6 | ВЕЛ Сход | ГЕР Сход | ИТА Сход | ИСП Сход |        |     |     | —     | 0    |
| 1953  | Частная заявка            | OSCA 20          | OSCA T2000 2,0 L6     | P | АРГ      | 500     | НИД      | БЕЛ   | ФРА 15   | ВЕЛ НС   | ГЕР      | ШВА НС   | ИТА 10 |     |     | —     | 0    |
| 1955  | Scuderia Lancia           | Lancia D50       | Lancia DS50 2,5 V8    | P | АРГ      | МОН 6   | 500      | БЕЛ   | НИД      | ВЕЛ      | ИТА      |          |        |     |     | —     | 0    |
| 1956  | Scuderia Centro Sud       | Maserati 250F    | Maserati 250F 2,5 L6  | P | АРГ      | МОН НС  | 500      | БЕЛ   | ФРА      | ВЕЛ      | ГЕР      | ИТА      |        |     |     | —     | 0    |
| 1958  | Частная заявка            | Maserati 250F    | Maserati 250F 2,5 L6  | P | АРГ      | МОН НКВ | НИД      | 500   | БЕЛ      | ФРА      | ВЕЛ      | ГЕР      | ПОР    | ИТА | МАР | —     | 0    |

## Наследие
Компания Bugatti создала в честь Луи Широна несколько моделей — 18/3 Chiron (1999) и Chiron (2016).